# Route nationale 40 (Luxemburg)
Die Route nationale 40, kurz N 40, ist eine teilweise fertiggestellte bzw. im Bau befindliche luxemburgische Nationalstraße, die den Stadtteil Bonneveg-Süd und Howald (Kommune Hesperingen) miteinander verbinden wird.

## Aktueller Verlauf (Stand 1. Oktober 2023)
Im Endausbauzustand wird die neue Umgehungsstraße, deren Verlauf als Abzweig von der N  als neuer Bvd. de Kyiv beginnt, ca. 2,1 km lang sein.
Zwischen dem CFL-Busdepot im Westen und der Tramlinie im Osten führt sie entlang des künftigen Pôle d’Echange Bouneweg und später – auf dem Gebiet der Gemeinde Hesperingen – der Rangwee. Vom Rangwee-Tunnel aus verläuft sie über die Rue des Scillas, bis sie auf Höhe des Kreisels vor dem Cactus-Einkaufszentrums auf die CR 231 trifft.
Die N40 wird nach ihrer Fertigstellung eine Länge von ca. 2,1 km aufweisen und hauptsächlich die chronisch überlastete N  / B3 (Rocade de Bonnevoie, Rte. de Thionville) von einem erheblichen Teil ihres Verkehrs befreien.
Direkt neben der Nationalstraße verläuft die Tram-Linie, die Rückgrat des öffentlichen Transportwesens der Stadt Luxemburg geworden ist.

### Geplante Erweiterungen (Stand 1. Oktober 2023)
In einer zweiten – nach 2023 beginnenden Phase – soll die N40 südwestlich an Hesperingen vorbei nach Fenningen verlängert werden und südlich von Alzingen wieder auf die Trasse der N3 einmünden und so als „Contournement de Hesper“ die alltägliche Überlastungssituation in Hesperingen beseitigen.

## Historische Entwicklung
Geplant war die N40 ursprünglich als neue N3, wurde dann aber mittels Gesetz vom 15. Dezember 2021 klassifiziert als N 40.
Auf dem Territorium der Kommune Hesperingen wurde ursprünglich nur die rue des Scillas (zuvor als Gemeindestraße gewidmet) klassifiziert. Alle anderen im Zuge der neuen Trasse verwendeten Straßenzüge sind nicht Teil der ursprünglichen Trassenplanung gewesen.
Nachfolgend aufgeführt sind die beiden bereits fertiggestellten Sektionen der N 40:
- am 31. Juli 2022: Sektion von der N3 (Route de Thionville) bis zum bereits bestehenden Teil des Bvd. de Kyiv[3]
- 2023: Sektion rue de Neufchâteau bis zum CR 224 (Rangwee)

## Bildergalerie

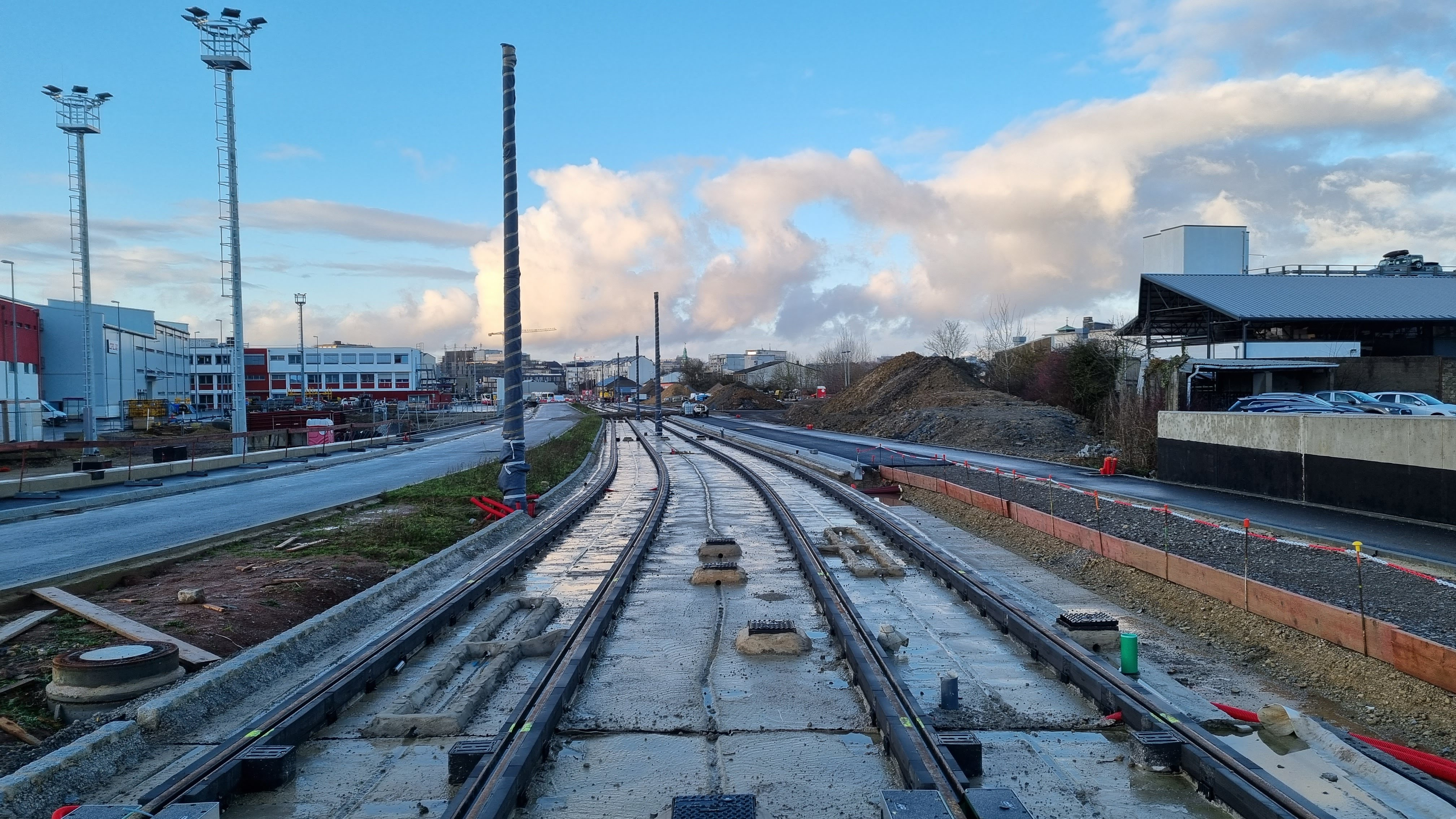
Trambaustelle neben dem Bvd. de Kyiv
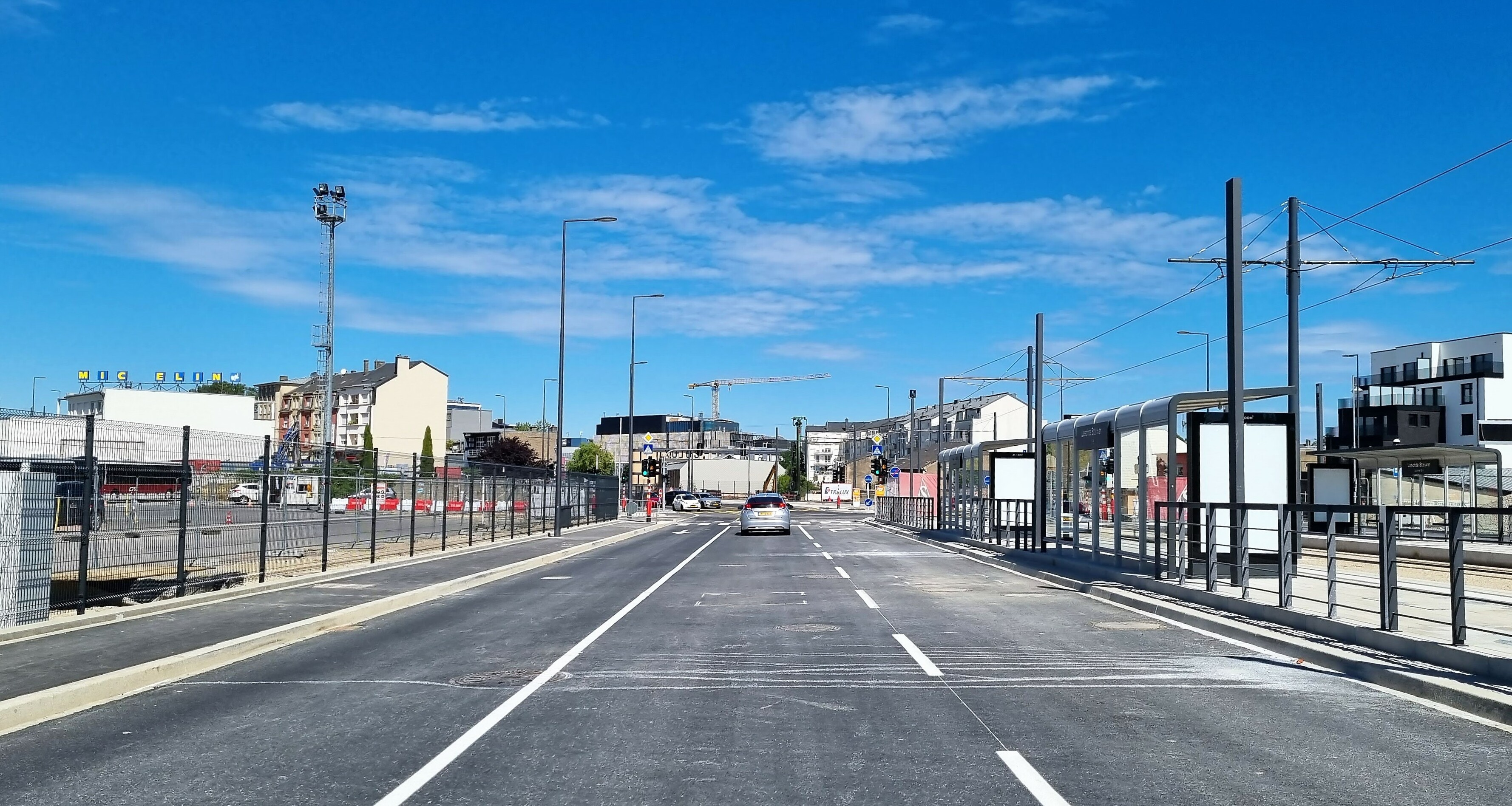
Pôle d'echange am Bvd. Kyiv